# Paul Evanby
Paul Evanby is een pseudoniem van Paul Evenblij, een Nederlandse schrijver van fictie, muziek en programmatuur.

## Werk
In 1988 won hij, als jongste auteur ooit, de Millennium-prijs (de voorloper van de Paul Harland Prijs) voor het beste korte genreverhaal. Sindsdien wordt hij zelf regelmatig gevraagd voor de jurering van deze prijs. Zijn korte verhalen verschijnen in Nederland en het buitenland, in bundels en tijdschriften zoals bijvoorbeeld Interzone. In 1995 verscheen Systems of Romance, een bundel met Engelstalige verhalen in samenwerking met de schrijver Paul Harland. In 2003 verscheen Gödel Slam, een bundel van elf Nederlandstalige verhalen die ook het verhaal bevat waarmee hij in 2001 voor de tweede keer de Paul Harland Prijs won.
In september 2009 verscheen zijn debuutroman De Scrypturist; het eerste deel van een serie genaamd 'Het Levend Zwart'. Alhoewel De Scypturist aanvankelijk omschreven als werd als 'steampunk zonder stoommachines' zijn binnen de 'Het Levend Zwart' serie ook duidelijke cyber- en biopunk invloeden terug te vinden. Het verhaal speelt zich af in een wereld waar door gilden gereguleerde zwakke schriftmagie en open-source kunstmatige intelligentie samenvloeien tot een krachtig systeem dat de gebruiker ervan in staat stelt om vanuit een virtuele wereld, "De Schering", de fysieke wereld om zich heen te veranderen.
De eerste oplage van De Scrypturist was in Nederland binnen drie maanden uitverkocht, een tweede oplage verscheen maart 2010.
In november 2010 verscheen boek twee in deze serie: De Vloedvormer. Dit boek speelt zich tien jaar na De Scypturist af. Wederom wordt het verhaal afwisselend verteld vanuit hun verschillende perspectieven, zo wel die van karakters uit het eerste boek als dat van nieuwe karakters.
Naast deze romans is er ook een Scrypturist-applicatie, voor de iPhone en iPad, verschenen met o.a. een plattegrond van Weltryck, extra informatie over Ristryck en een glossarium. Evanby heeft aangegeven dat hij met deze twee romans deze serie afgesloten heeft en het weer tijd is voor wat anders, al sluit hij niet uit dat hij in korter werk nog terug zal keren naar het scryptuur-concept.
In april 2013 verscheen zijn roman Een rivier van goden.

## Invloeden
Evanby heeft aangegeven als schrijver geïnspireerd te zijn door M. John Harrison die hem liet kennismaken met andersoortige fantasy; anders dan het standaard Tolkien-stramien.

## Genootschap voor Nederlandstalige Genreliteratuur
In 2009 heeft Evanby met schrijver-uitgever Jürgen Snoeren het initiatief genomen tot de oprichting van het Genootschap voor Nederlandstalige Genreliteratuur. Het genootschap richt zich voornamelijk op fantastische, speculatieve, avontuurlijke en spannende literatuur en is voortgekomen uit het forum Paralit. Het bestaat verder uit de schrijvers Guido Eekhaut, Floris Kleijne, Jan Kuipers, W.J. Maryson, Thomas Olde Heuvelt, Peter Schaap, schrijver en genrehistoricus Jaap Boekestein en uitgever Roelof Goudriaan. Doel van het GNG is stimulering van de genreliteratuur, belangenbehartiging van Nederlandstalige genre-auteurs en het verstevigen en uitbouwen van de onderlinge contacten tussen de leden. Eerste daad van het Genootschap was het adopteren van de Paul Harland Prijs.